# Ultimate Fantastic Four
Ultimate Fantastic Four è una serie a fumetti pubblicata negli Stati Uniti d'America dalla Marvel Comics incentrata su una versione riscritta e rinnovata dei Fantastici Quattro all'interno del progetto editoriale Ultimate Marvel.

## Trama
Reed Richards viene reclutato da un programma governativo gestito dal professor Franklin Storm presso la cui sede incontra i suoi figli, Susan e Johnny, Victor van Damme e molte altre menti geniali. In seguito ad un incidente avvenuto durante un esperimento riguardante il teletrasporto, Reed, i fratelli Storm, Victor e Ben Grimm, amico di infanzia di Richards, acquisiscono poteri sovraumani.
Ultimatum
A causa dell'Onda Ultimatum provocata da Magneto Franklin Storm muore e Johnny è disperso. Susan cerca di fermare l'inondazione con un campo di forza, ma lo sforzo è troppo grande ed i suoi poteri vanno in tilt, facendola cadere in una specie di coma. Intanto Reed, convinto che a provocare l'onda sia stato Namor, si dirige verso il fondo del mare e lo rapisce. La Cosa entra nel corpo di Sue, insieme all'Uomo Talpa, che accetta di aiutare a curarla, riuscendo a guarirla. I tre si dirigono ad Atlantide per trovare Reed, ma vengono attaccati dallo Squalo Tigre e da Namora. Dopo averli sconfitti, scoprono che sia Reed che Johnny sono vivi, ma dispersi.
La Torcia Umana è stata rapita da Dormammu, che usa il suo potere per alimentare la magia usata per uccidere (apparentemente) il Dottor Strange. Ben e Sue localizzano il ragazzo, sconfiggono Dormammu e tornano al Baxter. Intanto Mister Fantastic ritorna, ma la Donna Invisibile è ancora arrabbiata con lui per averli abbandonati e lo lascia. Reed, però, ha capito che a causare la morte di Scarlet è stato il Dottor Destino, allora Ben parte per Latveria e lo uccide. Il gruppo si scioglie, Reed torna a casa dai suoi genitori, Ben si arruola nell'esercito, Susan continua a lavorare al Baxter Building e Johnny comincia a girare il mondo. In seguito, Johnny va a vivere a casa di Peter Parker.

## Personaggi
Anche se i personaggi sono modellati sui corrispettivi del normale Universo Marvel, differiscono per diversi aspetti, l'origine dei loro poteri è diversa, sono più giovani e tutti all'incirca della stessa età.
Reed Richards/Mister Fantastic: è un bambino prodigio curioso fin dal primo istante di vita. Ad undici anni, durante una festa scolastica di scienze, è stato ingaggiato dal governo per proseguire i suoi studi nel campo del teletrasporto. Ha continuato le sue ricerche nel Baxter Building a Manhattan. A 21 anni tentò di realizzarsi trasportando materiale organico dal nostro piano di esistenza alla Zona-N, ma l'esperimento fallì e Reed guadagnò il superpotere di allungare e deformare il proprio corpo come se fosse di gomma.
Susan Storm/Donna Invisibile: faceva parte dei bambini prodigio ingaggiati, è specializzata in biotecnologia. È la figlia del dottor Storm, sovrintendente del programma. Fin dal primo incontro è stata attratta da Reed, che ricambia il sentimento. I suoi poteri le permettono di diventare invisibile e di proiettare un campo di forza. Inoltre è in grado di rendere invisibili anche altre persone.
Johnny Storm/Torcia Umana: è il fratello minore di Susan Storm, ha uno spirito molto più modaiolo ed esuberante degli altri e cerca di attrarre più ragazze possibili. Chiaramente il suo potere non fa che aumentare queste sue caratteristiche. Johnny può prendere fuoco, volare e lanciare proiettili infuocati.
Benjamin "Ben" Grimm/la Cosa: è l'amico d'infanzia di Reed e si aiutavano a vicenda a scuola: Ben proteggeva Reed dai bulli e Reed aiutava Ben con i compiti. Fu invitato all'esperimento che lo rese un mostro costituito da una roccia gialla-arancione, praticamente invulnerabile fisicamente e refrattario anche a gas, acidi o scosse elettriche. Inizialmente Grimm serba un profondo rancore verso Reed, che ritiene responsabile della sua trasformazione, ignorando che è stato Victor Von Doom a modificare i codici dell'esperimento facendolo fallire; poi, vedendo la dedizione e la temerarietà con cui Reed tenta di invertire gli effetti dell'esperimento, si rappacifica con il compagno. In questo universo Reed (ormai impazzito) riesce in qualche modo a far evolvere i poteri di Ben che riesce a uscire dal suo bozzolo riacquistando il suo vero aspetto pur mantenendo la forza bruta che lo caratterizza.
Victor Van Damme/Dottor Destino: era un membro del progetto ricerca di giovani brillanti. A differenza degli altri, Victor ha sempre visto l'occasione come un possibile lancio personale ed un modo per aumentare il proprio potere. Van Damme è un discendente di Vlad III di Valacchia, meglio conosciuto come Dracula; la sua famiglia fa parte di una società segreta, l'Ordine del Dragone, atta a dominare il mondo e Victor è stato indottrinato a questo scopo fin da piccolo. Victor lavorava con Reed Richards alla macchina per il teletrasporto nella Zona N; non convinto dei calcoli di Reed, li riprogrammò causando presumibilmente l'incidente che trasformò il suo corpo in metallo, con gambe di forma equina. Van Damme ha creato una micronazione chiamata la Rocca, nel cuore di Copenaghen, in Danimarca, dove ha creato insetti meccanici che ha mandato al Baxter Building per uccidere i suoi ex colleghi. I Fantastici Quattro lo ritrovano, coperto da un'armatura che gli dà l'aspetto del Dottor Destino classico, durante la saga degli eroi zombie, dove lui offre il suo aiuto agli FQ per estrarre dalle viscere di Johnny il feroce essere mitologico Zvilpogghua. Tuttavia, parlando a quattr'occhi con Reed, gli dice che in cambio del suo aiuto loro dovranno scambiare i rispettivi corpi, ad insaputa degli altri. Reed acconsente ma Victor, nel corpo di Reed, libera Zvilpogghua, che si impadronisce del corpo di Victor Van Damme, che dopo averlo accolto nel proprio corpo, entra al piano dei Fantastici Quattro zombi e li sconfigge, portandoli con sé nel loro mondo originario. Salvando la Terra, Victor Van Damme dice a Reed che la sua ultima volontà è essere ricordato nei libri di storia per il suo sacrificio. L'ultima sua apparizione è nella miniserie Potere Supremo dove sembra essere in combutta con Nick Fury, ma si scoprirà in seguito essere un Robot con le sue sembianze (tattica tipica del Dottor Destino classico).
Dr. Arthur Molekevic/l'Uomo Talpa: ha eseguito esperimenti proibiti ed è stato cacciato dal Baxter Building. Questi esperimenti comprendevano creare una nuova forma di vita in parte vegetale. Molekevic si è rivelato uno schizofrenico, che sente voci nella sua testa, a cui si riferisce chiamandoli loro. Dopo la sua espulsione, Molekevic si è rintanato nel sottosuolo dove guida una truppa di esseri viventi allo stato brado da lui creati. Successivamente ha rapito Susan dichiarandole il suo amore e ha inviato un mostro preistorico al Baxter Building per rapire anche Jonnhy in modo da accontentare Sue e convincerla a restare. Però il mostro fu sconfitto da Reed, Ben e Jonnhy che scesero nel sottosuolo, distrussero il rifugio di Molekevic e scapparono con Sue.
Nihil: era un nobile di una civiltà della Zona N, un universo alternativo al nostro ma molto più vecchio, a meno di un milione di anni dall'estinzione; è entrato in contatto con i Fantastici Quattro durante la loro esplorazione dell'universo parallelo e, avendo saputo che il nostro pianeta era ancora giovane e rigoglioso, pensò di conquistarlo, dato che gli rimaneva da vivere più un milione di anni e quindi sarebbe sopravvissuto alla morte del proprio universo. Ha così seguito lo shuttle dei Fantastici Quattro nella nostra dimensione e lo ha fatto precipitare insieme alla sua enorme nave organica a Las Vegas, devastando la città. I suoi soldati hanno combattuto lì ma sono stati sconfitti dai Fantastici Quattro, dopodiché lo stesso Nihil si è ucciso sparandosi per errore alla testa. In seguito a questa lotta di enorme portata, non insabbiabile dal governo, i Quattro si sono dovuti rivelare al mondo.
Rhona Burchill: è un genio come Reed e Sue ma non è stata ammessa al Baxter Building a causa del suo profilo psichico. Subito dopo di lei, forse proprio al suo posto, era stato ammesso Reed. Dopo quell'episodio Rhona è sempre stata ossessionata da Reed e così ha deciso di rendersi più veloce innestandosi parte del cervello di suo fratello Bobby. Ha quindi preso d'assedio il Baxter e ha sfidato Reed a una sfida psicologica che ha perso e così è stata costretta a scappare.
Marvel Zombi: sono gli abitanti di una terra parallela trasformati in zombi da un virus spaziale. Su questa Terra quasi tutti i supereroi e supercattivi sono diventati zombi e hanno divorato pressoché tutti i civili in meno di 48 ore. I Fantastici Quattro zombi hanno ingannato Reed per indurlo ad andare sul loro pianeta e trovare così un varco verso un'altra dimensione ricca di "cibo fresco" usando il teletrasporto di Reed: quando lo Hulk zombi stava per ucciderlo, in suo aiuto è intervenuto il Magneto di quella realtà (molto più giovane di quello della Terra Ultimate), unico superumano non ancora trasformatosi in uno zombi. Magneto conduce Reed in un rifugio che aveva creato in una stazione della metropolitana abbandonata, dove si trovano tutti gli altri sopravvissuti all'epidemia. Intanto i Fantastici Quattro zombi hanno raggiunto la terra Ultimate ma sono stati neutralizzati, seppur molto faticosamente, da Sue, Ben e Johnny, che li hanno rinchiusi in una camera ermetica e sono poi andati sulla Terra zombi. Nel frattempo Reed e gli altri hanno trovato il modo per fuggire tornando sulla terra Ultimate; scoperti dagli zombi, rischiano di essere uccisi, ma vengono salvati in extremis da Sue che acceca gli zombi rendendo invisibili i loro nervi ottici. Gli UFF riusciranno a tornare sul loro pianeta grazie al sacrificio di Magneto, che distrugge il teletrasporto morendo nell'impresa. Intanto i Fantastici Quattro zombi asseriscono che nello spazio di due settimane sarebbero usciti dalla camera, cosa che effettivamente riescono a fare ingannando le guardie: Reed zombi dice di avere inventato un teletrasporto con una penna e un pezzo di carne, quindi il gruppo si rende invisibile inducendo le guardie ad aprire la stanza. Una volta liberi, gli zombi massacrano tutti gli occupanti dei piani superiori del Baxter Building e iniziano a costruire un teletrasporto per portare in quella dimensione gli altri zombi. Verranno poi ricacciati nella loro dimensione, apparentemente morti, da Victor Von Doom, che è costretto ad accompagnarli nel tentativo.
Namor: viene ritrovato, in stato di ibernazione, in una piramide atlantidea in fondo al mare. Apparentemente la piramide doveva appartenere ad un re, invece Reed scopre che era una prigione per Namor. Al primo incontro i Fantastici Quattro riescono a batterlo perché (come viene spiegato in seguito) i suoi muscoli erano atrofizzati in seguito all'inattività a cui era stato sottoposto il suo fisico, una reazione simile a quella dovuta all'assenza di gravità per gli astronauti, mentre in realtà Namor è forse il superumano più forte del pianeta. È immediatamente attratto da Sue, che passa del tempo con lui per ottenere informazioni sui segreti di Atlantide. Quando Namor cerca di baciarla con la forza ingaggia uno scontro con Ben, Sue e Johnny, su cui ha la meglio. Solo Reed riesce a tenergli testa affrontandolo prima con il Fantastic 05, un gigantesco robot che combina tutti i poteri del gruppo, e in seguito con un casco che materializza tutto ciò che Reed pensa. Namor viene quindi attaccato dagli Ultimates pensati da Reed. Anche quest'ultima arma non funziona e, dopo che Namor fa apparire un Poseidone d'acqua che si accingeva a distruggere la città, Sue accetta di baciarlo per mandarlo via.

## Altri media
Cinema
Il film del 2015 diretto da Josh Trank tra ispirazione anche da questa versione del gruppo in particolare per quanto riguarda l'età dei personaggi, l'esperimento da cui derivano i loro poteri e il coinvolgimento fin dall'inizio dei personaggi di Franklin Storm, Victor von Doom e dell'Uomo Talpa.
Videogiochi
- La versione Ultimate della Torcia Umana appare in tutte le versioni del videogioco di appears Ultimate Spider-Man tranne in quella per Game Boy Advance.
- I costumi della versione Ultimate del Quartetto appaiono in Marvel: La Grande Alleanza, nel suo seguito e anche in Rise of the Silver Surfer. Nel primo gioco c'è anche il costume di Ultimate Dottor Destino.
- Il costume del Creatore compare in Marvel Rivals.